# Uronsäuren

D-Glucuronsäure, eine Uronsäure

Beispiel: D-Glucose (links) und D-Glucuronsäure (rechts)

Uronsäuren sind Carbonsäuren, die formal durch Oxidation der primären Hydroxygruppe von Monosacchariden (–CH2–OH) zur Carboxygruppe (–COOH) entstanden sind. Sie gehören zu den Zuckersäuren. Die Nomenklatur orientiert sich hierbei am zugrundeliegenden Monosaccharid. Die Uronsäure der Glucose heißt entsprechend Glucuronsäure, unabhängig davon, ob sie offenkettig, oder mit einer Ringstruktur als Pyranose oder Furanose vorliegt. Die Salze der Uronsäuren heißen Uronate, z. B. Glucuronat.

## Physiologische Bedeutung
Uronsäuren spielen eine wichtige physiologische Rolle. Metaboliten werden durch eine Glucuronidierung mit Glucuronsäuren ausreichend hydrophil, um sie über die Niere ausscheiden zu können. Ferner kommen Uronsäuren in Strukturelementen wie Glykosaminoglykanen und Proteoglykanen vor.

## Biogenese
Der Uronsäureweg ist ein alternativer Weg, Glucose zu oxidieren und aktiviertes Glucuronat, UDP-Glucuronat, herzustellen. Eine Gewinnung von Energie in Form von ATP ist so aber nicht möglich.
Aus Glucose-6-phosphat entsteht, katalysiert durch das Enzym Phosphoglucomutase, zunächst Glucose-1-phosphat. Diese wird nun von UDP aktiviert und unter NAD+-Verbrauch katalytisch zur UDP-Glucuronsäure oxidiert. Die aktivierte Glucuronsäure ist ein Prekursor für eine Reihe weiterer Moleküle wie das Bilirubin, Steroide und eine Reihe weitere, auch pharmakologisch relevanter Moleküle.